# Dominik Reisinger
Dominik Reisinger (* 20. März 1972 in Haslach an der Mühl) ist ein österreichischer Politiker der Sozialdemokratischen Partei Österreichs (SPÖ). Seit 2008 ist er Bürgermeister von Haslach an der Mühl, seit dem 8. Oktober 2018 ist er vom Oberösterreichischen Landtag entsandtes Mitglied des Bundesrates.

## Leben

### Ausbildung und Beruf
Dominik Reisinger besuchte nach der Volks- und Hauptschule in Haslach an der Mühl von 1986 bis 1989 die dortige Fachschule für Textiltechnik. Anschließend war er als Textiltechniker tätig. Nach dem Präsenzdienst 1994/95 absolvierte er 1996 den Grundlehrgang für Polizeibeamte in Linz. Seit 1995 ist er Polizeibeamter bei der Landespolizeidirektion für Oberösterreich. Er legte die Studienberechtigungsprüfung für Rechtswissenschaften ab und besuchte 2004 die Sicherheitsakademie für dienstführende Polizeibeamte in Wien.
Reisinger ist verheiratet und Vater zweier Töchter.

### Politik
2007 wurde er Ortsparteivorsitzender der SPÖ Haslach an der Mühl, wo er 2008 Norbert Leitner als Bürgermeister nachfolgte. Seit 2011 ist Reisinger außerdem Bezirksparteivorsitzender der SPÖ im Bezirk Rohrbach. Seit dem 8. Oktober 2018 ist er vom Oberösterreichischen Landtag entsandtes Mitglied des Bundesrates. Er rückte für Michael Lindner nach, der in den Landtag wechselte. Nach der Landtagswahl 2021 wurde er zu Beginn der XXIX. Gesetzgebungsperiode neben Bettina Lancaster als Bundesrat bestätigt. 2022 wurde er zum stellvertretenden Vorsitzenden der ASKÖ Mühlviertel gewählt.
Anfang 2024 wurde er unter Präsidentin Margit Göll Vizepräsident des Bundesrates.